# جيمس بينيتي
جيمس بينيتي (بالإنجليزية: James Bennett)‏ (4 سبتمبر 1988 في المملكة المتحدة - ) هو لاعب كرة قدم بريطاني في مركز الوسط. لعب مع هال سيتي وNorth Ferriby United A.F.C. ‏ وأوست تاون ‏ ولينكولن سيتي أف سي وبريدلينغتون تاون ‏ وPickering Town F.C. ‏ وScarborough Athletic F.C. ‏ ودارلينجتون إف سى.

## وصلات خارجية
- جيمس بينيتي على موقع قاعدة بيانات كرة القدم.إي يو (الإنجليزية)
- جيمس بينيتي على موقع Soccerbase.com (لاعب) (الإنجليزية)